# Merey Aqşalov
Merey Aqşalov (in kazako Мерей Ақшалов?; Astana, 9 giugno 1989) è un pugile kazako.

## Palmarès

### Mondiali dilettanti
- 1 medaglia:
  - 1 oro (Almaty 2013 nei pesi superleggeri)

### Campionati asiatici
- 1 medaglia:
  - 1 oro (Amman 2013 nei pesi superleggeri)